# Willofs (Schlitz)

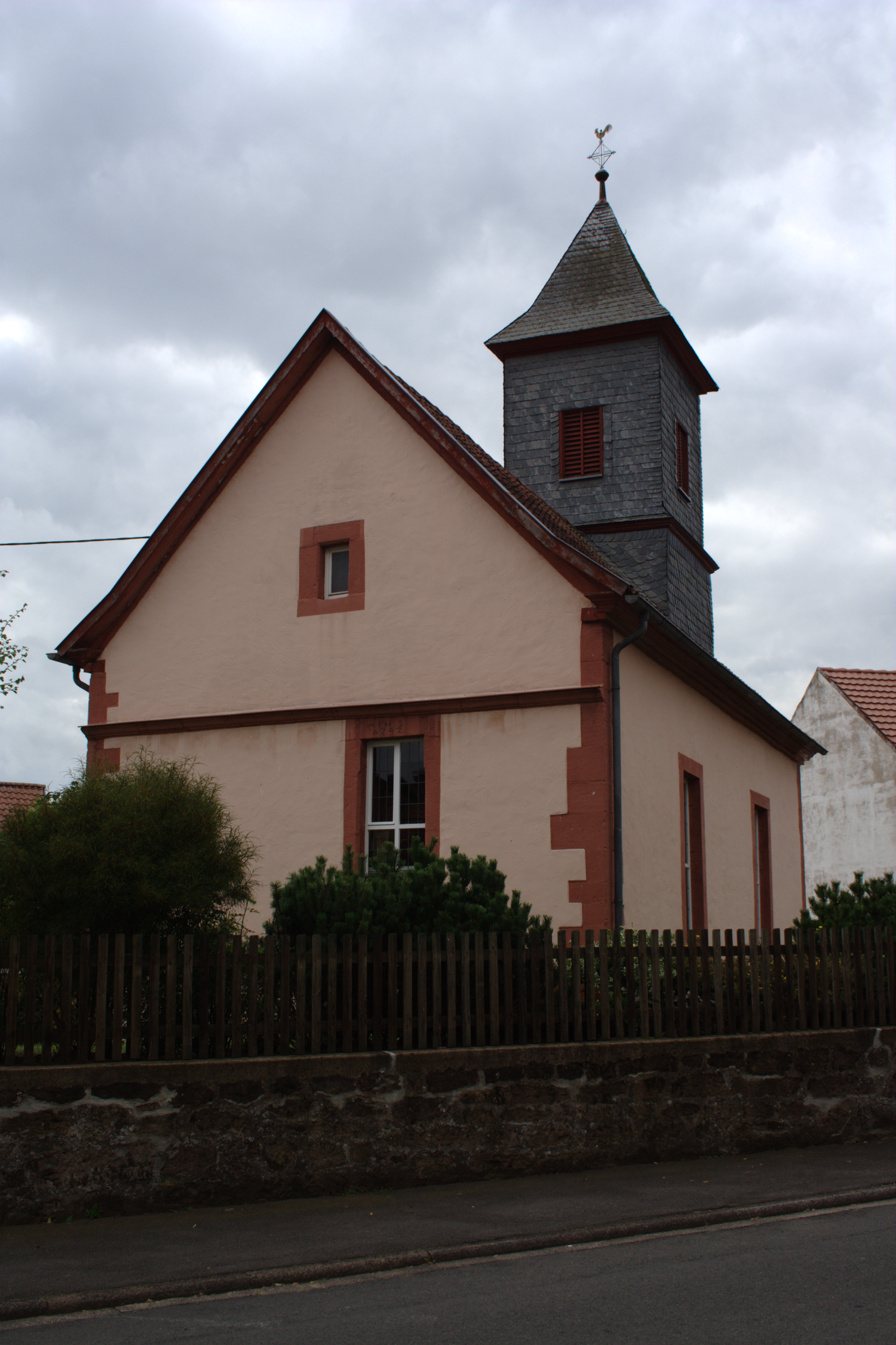
Kirche in Willofs (Schlitz)

Willofs ist ein Stadtteil von Schlitz im mittelhessischen Vogelsbergkreis.

## Geografie
Der Ort liegt, von Wäldern umgeben, 6 km westlich von Schlitz auf einer Buntsandsteinhochfläche. Bei Willofs liegen der 486 m hohe Eisenberg und der 490 m hohe Steinberg. Durch das Dorf verläuft die Landesstraße 3140.

## Ortsgeschichte

### Mittelalter
Wahrscheinlich ist Willofs im Hochmittelalter entstanden. Diese Angabe ist jedoch spekulativ, da nicht belegt.
Die Ersterwähnung stammt aus dem Jahre 1393: „zu dem Wilulfs“.
Spätere Belege des Ortes stammen bereits aus der Neuzeit. 1613 findet sich: „Willeß“. In einer Urkunde aus dem Jahre 1779 heißt es: „... am Weg so von Grebenau auf Willofs gehet ...“. Der Ortsname wird mit dem Rufnamen Willolf gebildet.

### Neuzeit
Der Wiederaufbau der verfallenen Kirche wurde am 18. August 1581 beschlossen. 1681 ist die erste Kirmes bezeugt, die heute noch fortbesteht.
Willofs gehörte zur Herrschaft Schlitz. Hier galten die Schlitzer Verordnungen aus dem 18. Jahrhundert zusammen mit Teilen des Fuldischen Rechts als Partikularrecht. Das Gemeine Recht galt nur, soweit diese speziellen Regelungen für einen Sachverhalt keine Bestimmungen enthielten. Dieses Sonderrecht behielt seine Geltung auch während der Zugehörigkeit zum Großherzogtum Hessen im 19. Jahrhundert. In der gerichtlichen Praxis wurden die Verordnungen aber nur noch selten angewandt. Das Partikularrecht wurde zum 1. Januar 1900 von dem einheitlich im ganzen Deutschen Reich geltenden Bürgerlichen Gesetzbuch abgelöst.
Napoleon zog 1813 auf dem Rückzug von der Völkerschlacht bei Leipzig durch Willofs.
Am 31. Dezember 1971 wurde Willofs im Zuge der Gebietsreform in Hessen in die Stadt Schlitz eingegliedert.
Für die unter Denkmalschutz stehenden Gebäude des Ortes siehe die Liste der Kulturdenkmäler in Willofs.

## Politik
Ortsvorsteher ist Gerald Gottwald (Stand Mai 2021).